# Lourenço Simões Peixinho

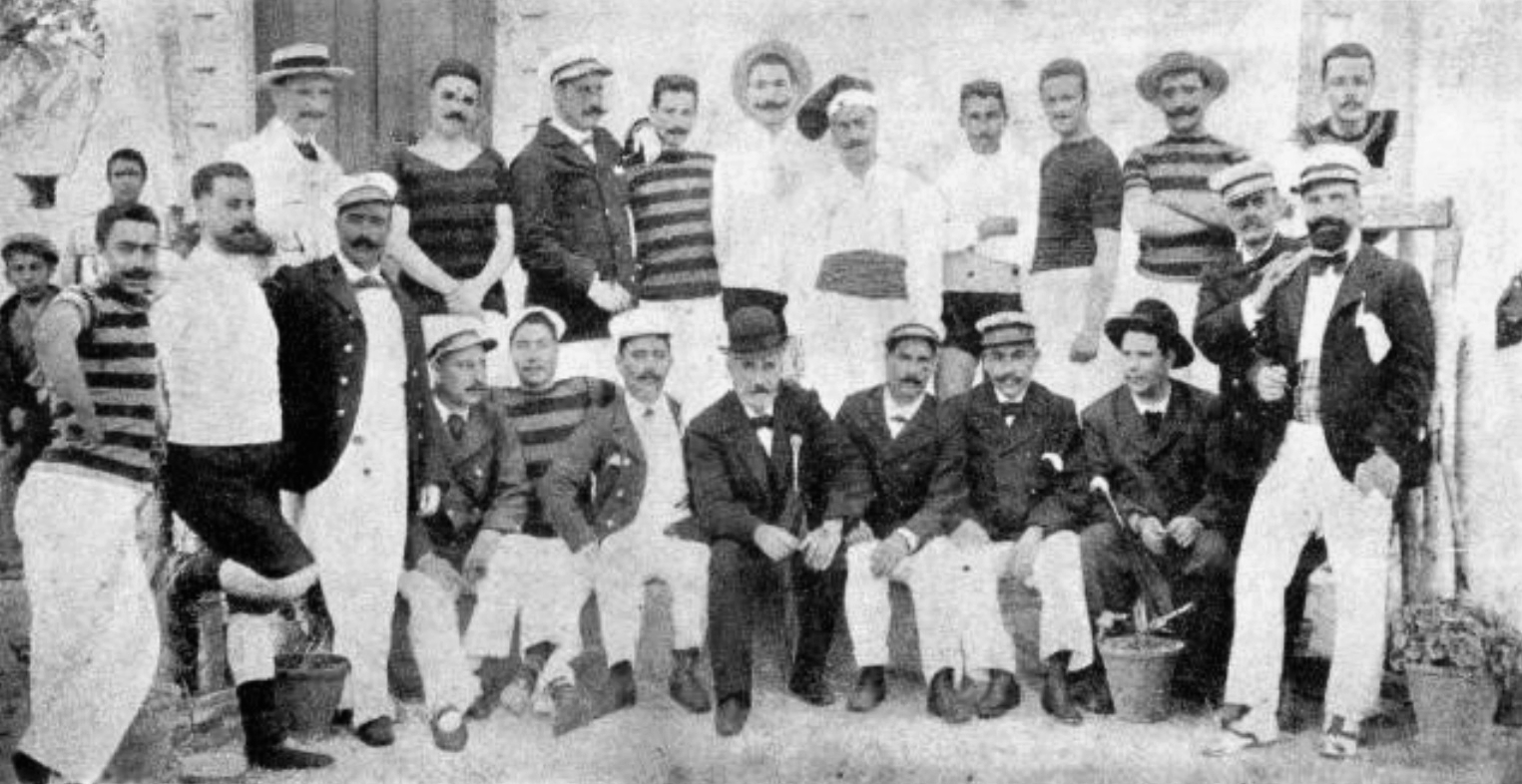
Sócios do Ginásio Figueirense (1895). Lourenço Peixinho (de branco, sétimo na fila de trás) é fotografado com outro célebre aveirense, Mário Duarte (quinto na mesma fila).

Lourenço Simões Peixinho, também conhecido por Dr. Lourenço Peixinho ComC • ComM (Aveiro, 2 de maio de 1877 — Aveiro, 7 de Março de 1943), foi um político, médico e benemérito aveirense. 
Destacou-se pela sua presidência da Câmara Municipal de Aveiro por 24 anos, durante a qual foram construídas importantes infraestruturas na cidade, incluindo a principal artéria rodoviária (antiga Avenida Central), que ostenta hoje o seu nome (Avenida do Dr. Lourenço Peixinho).
Foi ainda notório pela sua provedoria da Santa Casa da Misericórdia de Aveiro, pelo financiamento da construção do Hospital de Aveiro e pela forma como impulsionou o ensino primário nesta cidade.

## Biografia
Lourenço Peixinho nasceu no dia 2 de  Maio de 1877, em Aveiro, na antiga Rua das Barcas (atual Rua José Rabumba), filho de João Simões Peixinho e Hermínia Augusta de Apresentação.
Desportista dedicado, ganhou a sua primeira prova e respetiva medalha de ouro na inauguração do Velódromo Aveirense, em junho de 1895.
Foi sócio fundador do Ginásio Clube Figueirense, juntamente com o também aveirense Mário Duarte.
Um aveirense com inúmeras qualidades cívicas, dedicado à prosperidade da sua cidade, para além de contribuir para a saúde dos aveirenses no seu exercício de médico ao longo de 25 anos, foi um dos financiadores da construção do Hospital de Aveiro.

### Presidência da Câmara Municipal de Aveiro
Lourenço Peixinho tomou posse como presidente da Câmara Municipal de Aveiro em 1918, desempenhando esta posição por quase um quarto de século (falecendo no ano seguinte ao abandono do cargo). Durante este período, foi diretamente responsável ou promoveu a construção de importantes infraestruturas na cidade, das quais se destacam:
- Avenida do Dr. Lourenço Peixinho (originalmente chamada Avenida do Cojo e posteriormente, Avenida Central);
- Parque Infante D. Pedro;
- Estádio Mário Duarte;
- Lavadouros públicos do Cais de São Roque;
- Colónia Balnear Infantil da Barra;
- Mercado Manuel Firmino;
- Rede eléctrica de iluminação pública da cidade (a partir de 1921);
- Criação da Sopa dos Pobres;
- Remodelação do edifício dos Paços do Concelho (à qual  removeu a cadeia);
- Construção do Cemitério Sul;
- Instalações Sanitárias da antiga Praça de Luís Cipriano (atual Praça Humberto Delgado ou Rotunda das Pontes);
- Projecto da rede de abastecimento de águas;
- Construção de vários recintos de jogos no Parque da cidade;
- Quartéis dos Bombeiros Novos e Bombeiros Velhos (edifícios entretanto substituídos);
- Monumento de evocação dos mortos da 1ª Grande Guerra, na Avenida do Dr. Lourenço Peixinho (1934).[5]

### Morte e legado
Lourenço Simões Peixinho faleceu a 7 de Março de 1943, na mesma casa onde nasceu. Este acontecimento foi assinalado pela Câmara Municipal e várias instituições públicas e privadas com a bandeira nacional a meia-haste.

A sua morte foi intensamente sentida por toda a cidade e uma onda de consternação invadiu Aveiro, refletindo-se nos jornais locais da época:
"A morte acaba de aniquilar uma das mais preciosas vidas que Aveiro possuía, tantos foram os serviços prestados à cidade como presidente da Câmara Municipal e Provedor da Santa Casa da Misericórdia.(...) Lourenço Peixinho não vai todo para a sepultura. Fica vivendo e viverá sempre o seu grande nome, que há -de perdurar respeitado e admirado, ligado intimamente à sua notável obra realizada na presidência da Câmara Municipal de Aveiro durante 24 anos, obra que foi notável e muito valiosa para o engrandecimento da cidade e concelho e ligado, também, à sua extraordinária acção na provedoria da Santa Casa da Misericórdia."
Na sequência da sua morte, foi apresentada uma proposta, na reunião ordinária da Câmara de 11 de Março de 1943, assinada por Francisco Pereira Lopes e aprovada por aclamação, em que se propôs que à então Avenida Central fosse dado o nome pelo qual é atualmente conhecida, Avenida do Doutor Lourenço Peixinho.

Em sua homenagem e a mando da Cãmara Municipal de Aveiro, foi erguido um busto em bronze, em frente à estação de comboios, em 4 de maio 1952, no início da avenida com o mesmo nome. Da autoria de José Sousa Caldas, foi produzido, tal como outras obras do autor, em bronze, realça traços característicos do modelo em questão. No seu pedestal, da autoria do arquitecto Moreira da Silva, podem ler-se as seguintes inscrições:
“Dr. Lourenço Peixinho | Presidente da Câmara | Municipal de Aveiro | Desde 1918 a 1942 | Preito de homenagem da cidade de Aveiro | Ano de 1951"

## Avenida do Dr. Lourenço Peixinho

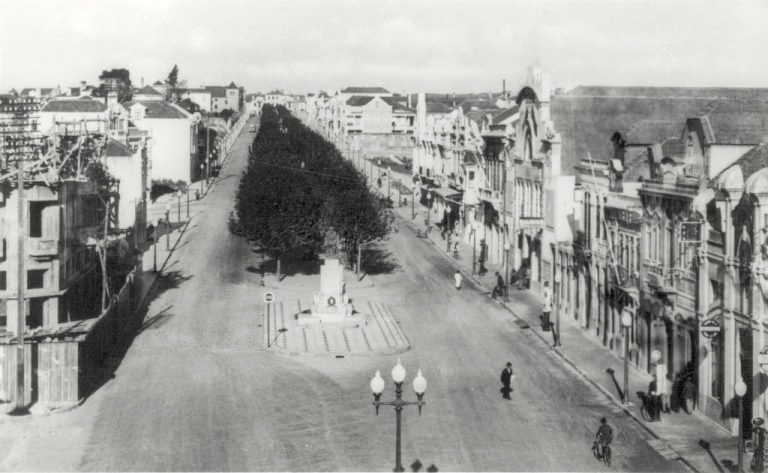
Avenida do Dr. Lourenço Peixinho (1936). Ao centro, é possível identificar o Monumento aos Mortos da Grande Guerra, inaugurado em 1934.

Durante a Primeira República Portuguesa, deu-se início ao projecto do arruamento que liga o centro da cidade de Aveiro à estação ferroviária, a atual Av. Dr. Lourenço Peixinho, inicialmente chamada Avenida do Cojo e posteriormente, Avenida Central.
A ideia de abertura da avenida surgira durante o mandato de Jaime Magalhães Lima como Presidente da Câmara Municipal de Aveiro (1893-1895), adiada devido à falta de verbas para o projeto. 
Os estudos para a sua construção tiveram início em 1907 e previam uma "avenida em linha reta, com trinta metros de largura, que incentivasse a criação do principal arruamento comercial da cidade e o investimento imobiliário por parte de proprietários, comerciantes e particulares". Com a tomada de posse de Lourenço Peixinho, em 1918, ao lugar de presidente da câmara, estes estudos foram finalizados e, a 3 de junho de 1918, iniciou-se a obra, cuja execução se estendeu à década de 20. Esta infraestrutura viria a ser determinante para o desenvolvimento da cidade.
Em abril de 1934, foi inaugurado o monumento em homenagem aos mortos aveirenses na Grande Guerra.
Durante o mandato de Álvaro Sampaio (1944-1957), a avenida recebeu melhoramentos na área do saneamento e pavimentação, com cubos de granito. Durante este período, foi também inaugurado um busto em homenagem de Lourenço Peixinho no topo da avenida, passando a mesma a designar-se pelo nome atual (Avenida do Dr. Lourenço Peixinho).

## Honrarias

### Codecorações
- Ordem Militar de Cristo, Comendador (ComC), 29 de Janeiro de 1933;[11][12]
- Ordem da Benemerência, Comendador (ComM);[12]

### Outras
- Atribuição do seu nome à antiga Avenida Central;[10]
- Busto em sua homenagem, no topo da Avenida Lourenço Peixinho;[10]